# Wodolot

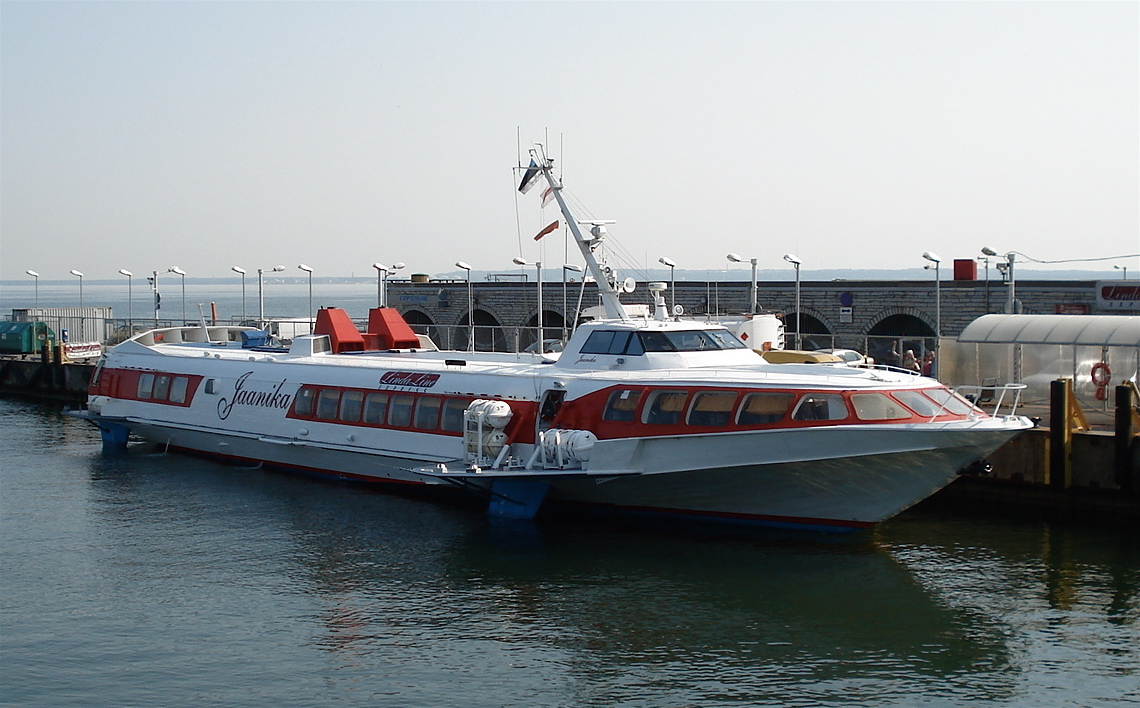
Wodolot pasażerski Jaanika

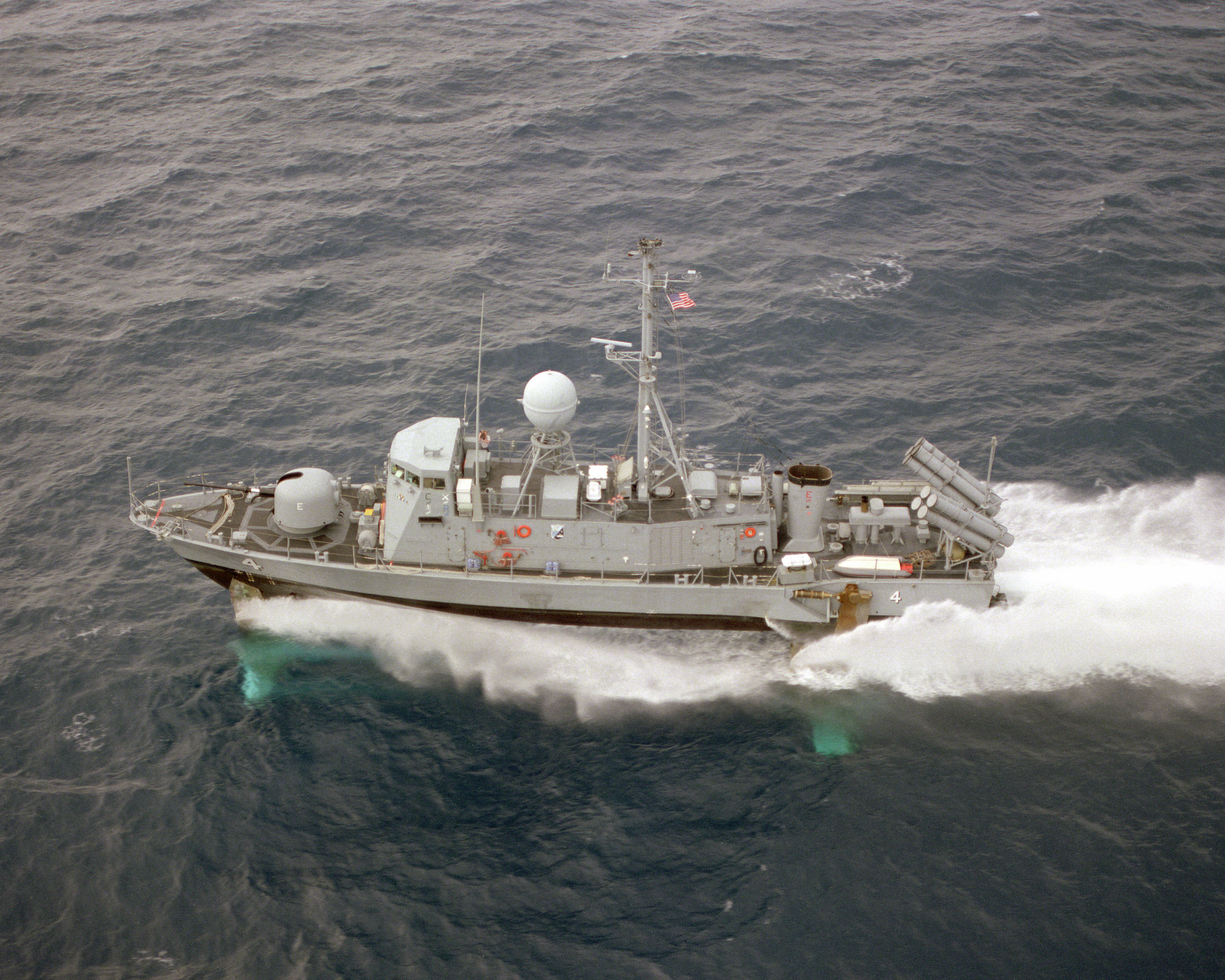
Wojskowe zastosowanie wodolotu – okręt patrolowy typu Pegasus

Wodolot – jednostka pływająca charakteryzująca się zainstalowanymi pod kadłubem płatami nośnymi (działającymi podobnie jak skrzydło samolotu), które powodują wynurzanie się kadłuba z wody wraz ze wzrostem prędkości jednostki. Dzięki wynurzeniu kadłuba zmniejszeniu ulegają opory ruchu i wodolot może osiągać prędkości przekraczające 50 węzłów. Wodoloty znajdują zastosowanie zarówno w żegludze śródlądowej i przybrzeżnej, w marynarce wojennej a także w żeglarstwie, w wyczynowych jachtach przeznaczonych do regat lub bicia rekordów prędkości.

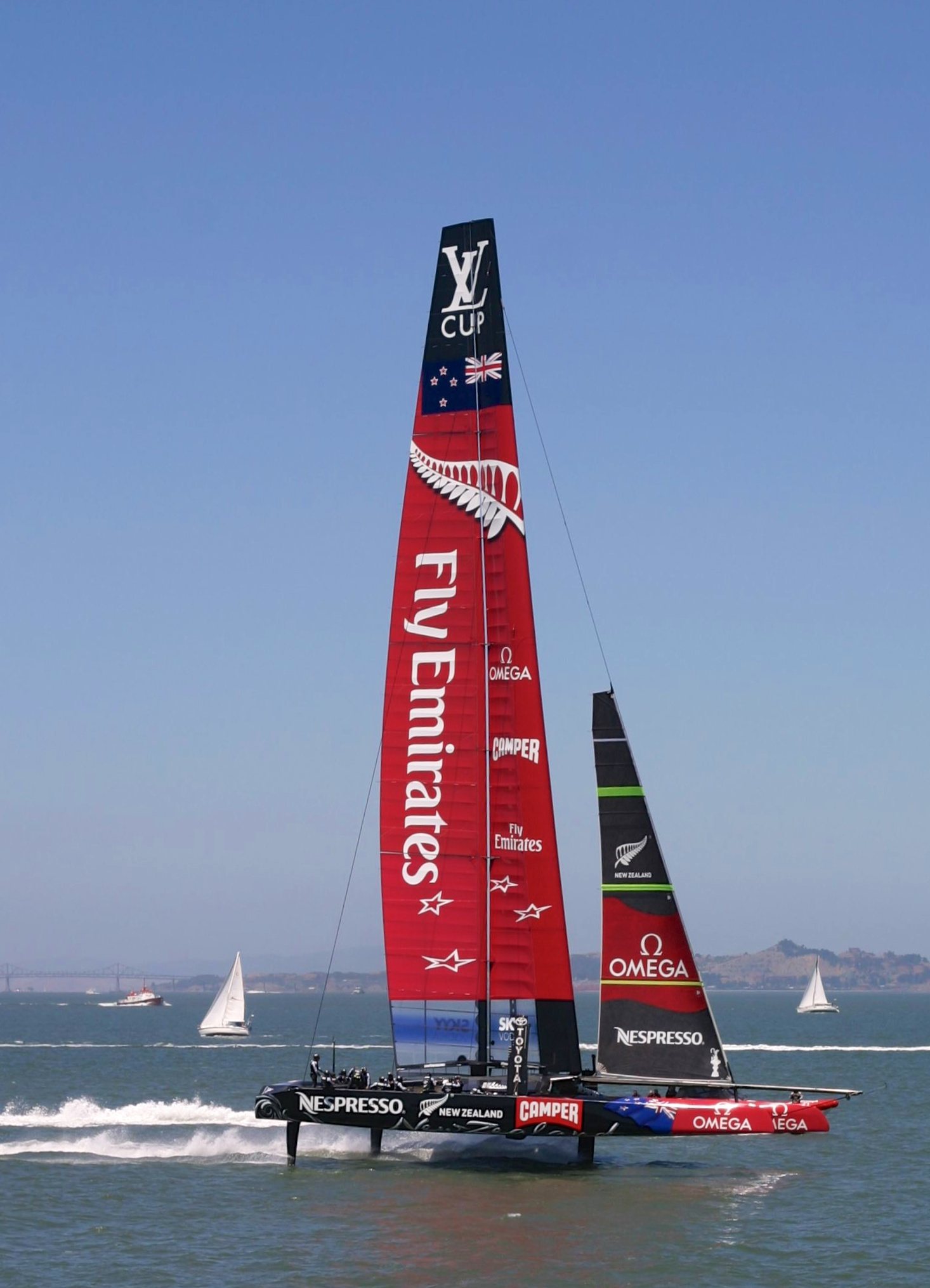
Wodolot żaglowy - nowozelandzki AC72 Aotearoa w regatach o Puchar Ameryki

Za pierwszego konstruktora wodolotu uważa się Włocha – Enrica Forlaniniego, który w 1906 roku zbudował tego typu jednostkę osiągającą prędkość 38 węzłów.
Pierwszym wodolotem, który wszedł do służby był HD-4 (Hydrodrome 4) autorstwa Alexandra Bella. Maszyna ta mogła rozpędzić się do 61,5 węzła.
Próby budowy wodolotów podejmowano także w Polsce, czego efektem była konstrukcja z 1966 roku, Zryw-1, której konstruktorem był Lech Kobyliński (2 silniki o mocy 1200 KM miały pozwalać na rozwinięcie prędkości 70 km/h, 75 pasażerów, kadłub ze stopów lekkich).
Zaletą wodolotów jest wysoka prędkość, jaką są w stanie rozwinąć przy stosunkowo niewielkiej mocy silnikach. Wadami są poważne ograniczenia gabarytowe, wysokie zużycie paliwa i niewielka dzielność morska.
Najszybszym zbudowanym kiedykolwiek wojskowym wodolotem był radziecki Sokoł, który przy 465 tonach wyporności osiągał prędkość 60 węzłów. Wyporność wodolotu mierzona jest podczas postoju, bowiem podczas ruchu wypiera mniej wody. Wśród jednostek cywilnych największą prędkość (70 węzłów) osiągnęła jednostka zaprojektowana przez firmę Hydrofoils Incorporated.
Obecnie w Polsce znajduje się kilka wodolotów, jednak żaden z nich nie jest w użyciu. Wiadomo o 3 sztukach typu Polesie (2 należą do Żeglugi Gdańskiej oraz 1 do firmy WPP ze Szczecina) oraz jednej sztuce typu Woschod. W 2018 podjęto próbę uruchomienia regularnych kursów na trasie Szczecin – Świnoujście, jednak obsługujący tę trasę wodolot Jadwiga uległ awarii.